# San Juan Hill (Manhattan)
San Juan Hill war ein Viertel in der Upper West Side des New Yorker Stadtbezirks Manhattan. 

## Lage
Wo genau die Grenzen von San Juan Hill verliefen, ist etwas umstritten, aber im Allgemeinen werden die Amsterdam Avenue im Osten, die West End Avenue im Westen, die 59th Street im Süden und die 65th Street im Norden als Grenzen definiert.

## Geschichte
Man nimmt an, dass diese Gegend nach der 10th Cavalry benannt wurde, die ausschließlich aus Afroamerikanern bestand und mit Teddy Roosevelt in der Schlacht von San Juan Hill während des Spanisch-Amerikanischen Krieges (25. April bis 12. August 1898) kämpfte, aber dies ist nicht einwandfrei bewiesen.
San Juan Hill war Ende des 19. Jahrhunderts und Anfang des 20. Jahrhunderts möglicherweise das dichtbesiedeltste afroamerikanische Viertel Manhattans. Hier lebten zumeist Angehörige der Arbeiterklasse und arme Menschen in Mietshäusern.
Der Niedergang von San Juan Hill setzte nach dem Zweiten  Weltkrieg ein. Es galt inzwischen als Slum, sodass zunächst einige Blocks abgerissen wurden, um Platz für die Amsterdam Houses zu machen – eine hochgeschossige soziale Wohnsiedlung aus roten Ziegelsteinen.
Bald darauf wurde dann ein Großteil von San Juan Hill in den 1950er Jahren abgerissen, um im Rahmen einer Stadterneuerung für das Lincoln Center Platz zu machen. Die Grundsteinlegung hierfür war 1959. Dies war zugleich das Ende des Viertels San Juan Hill.